# 8 أكتوبر
- السبت
- الأحد
- الاثنين
- الثلاثاء
- الأربعاء
- الخميس
- الجمعة

- 275 ربيع الآخر 1447  هـ
- 286 ربيع الآخر 1447  هـ
- 297 ربيع الآخر 1447  هـ
- 308 ربيع الآخر 1447  هـ
- 19 ربيع الآخر 1447  هـ
- 210 ربيع الآخر 1447  هـ
- 311 ربيع الآخر 1447  هـ
- 412 ربيع الآخر 1447  هـ
- 513 ربيع الآخر 1447  هـ
- 614 ربيع الآخر 1447  هـ
- 715 ربيع الآخر 1447  هـ
- 816 ربيع الآخر 1447  هـ
- 917 ربيع الآخر 1447  هـ
- 1018 ربيع الآخر 1447  هـ
- 1119 ربيع الآخر 1447  هـ
- 1220 ربيع الآخر 1447  هـ
- 1321 ربيع الآخر 1447  هـ
- 1422 ربيع الآخر 1447  هـ
- 1523 ربيع الآخر 1447  هـ
- 1624 ربيع الآخر 1447  هـ
- 1725 ربيع الآخر 1447  هـ
- 1826 ربيع الآخر 1447  هـ
- 1927 ربيع الآخر 1447  هـ
- 2028 ربيع الآخر 1447  هـ
- 2129 ربيع الآخر 1447  هـ
- 2230 ربيع الآخر 1447  هـ
- 231 جمادى الأولى 1447  هـ
- 242 جمادى الأولى 1447  هـ
- 253 جمادى الأولى 1447  هـ
- 264 جمادى الأولى 1447  هـ
- 275 جمادى الأولى 1447  هـ
- 286 جمادى الأولى 1447  هـ
- 297 جمادى الأولى 1447  هـ
- 308 جمادى الأولى 1447  هـ
- 319 جمادى الأولى 1447  هـ

8 أكتوبر أو 8 تشرين الأوَّل أو يوم 8 \ 10 (اليوم الثامن من الشهر العاشر) هو اليوم الحادي والثمانين بعد المئتين (281) من السنوات البسيطة، أو الثاني والثمانين بعد المئتين (282) في السنوات الكبيسة، وفقًا للتقويم الميلادي الغربي (الغريغوري). يبقى بعده 84 يومًا على انتهاء السنة.

## أحداث
- 1871 - اندلاع حريق شيكاجو.
- 1912 - اندلاع حرب البلقان الأولى بين الدولة العثمانية من جهه وصربيا وبلغاريا من جهه أخرى.
- 1917 - اختيار الزعيم الشيوعي ليون تروتسكي رئيسًا لمجلس سوفييت مدينة بيتروغراد.
- 1932 - تأسيس القوات الجوية الهندية كفرع مساعد للقوات الجوية التابعة للهند البريطانية.
- 1939 - ألمانيا تحتل بولندا في الحرب العالمية الثانية.
- 1957 - الزعيم السوفيتي نيكيتا خروتشوف يتهم وزير الخارجية الأمريكي جون فوستر دالاس بتشجيع تركيا على شن هجوم على سوريا بعد التوتر الذي نشب بينهما بعد ضم لواء إسكندرون إلى تركيا.
- 1962 - الجزائر تنضم إلى الأمم المتحدة.
- 1963 - اندلاع حرب الرمال بين الجزائر والمغرب.
- 1967 - القبض على الثوري تشي جيفارا وأعوانه في بوليفيا.
- 1991 - كرواتيا وسلوفينيا تعلنان عن استقلالهما عن يوغسلافيا.
- 1993 - رفع العقوبات المفروضة على جنوب أفريقيا والتي فرضت عليها بسبب سياسة الأبارتيد.
- 2001 - الرئيس الأمريكي جورج دبليو بوش يعلن عن تأسيس وزارة الداخلية.
- 2004 - انفجار فندق هيلتون في سيناء يودي بحياة 28 قتيل و100 جريح و30 مفقود، وأصابع الاتهام تشير إلى تنظيم القاعدة.
- 2010 - الإعلان عن منح جائزة نوبل للسلام للمعارض الصيني ليو شياوبو وذلك لكفاحه الطويل والسلمي من أجل حقوق الإنسان الأساسية في الصين، والحكومة الصينية تنتقد منحه الجائزة.
- 2012 - مجلس الانتخابات الوطني الفنزويلي يعلن فوز الرئيس هوغو شافيز بفارق مهم على منافسه إنريكه كابريليس في الانتخابات.
- 2013 - جائزة نوبل في الفيزياء لسنة 2013 منحت لكل من فرنسوا انغليرت وبيتر هيغز.
- 2014 - إيريك بيتزيغ ووليام مورنر وستيفان هيل يفوزون بجائزة نوبل في الكيمياء لسنة 2014.
- 2015 - جائزة نوبل في الأدب تُمنح للكاتبة البيلاروسية سفيتلانا أليكسييفيتش، والمعروفة بكتبها عن حقبة ما بعد انهيار الاتحاد السوفيتي.
- 2016 - فوز حزب العدالة والتنمية برئاسة عبد الإله ابن كيران بالانتخابات التشريعية المغربية.
- 2018 - الأمريكيان بول رومر ووليام نوردهاوس يفوزان بجائزة نوبل في العلوم الاقتصادية لأبحاثهما حول التغير المناخي وتأثيره على الاقتصاد.
- . 2016.- قصف الصالة الكبرى في اليمن يوم 8 أكتوبر 2016 من قبل طائرات التحالف العربي.
- 2020 -
  - مجلس الأمة الكويتي يبايع بالإجماع الشيخ مشعل الأحمد وليًا للعهد وذلك بعد تزكيته من قبل أمير دولة الكويت الشيخ نواف الأحمد.
  - منح جائزة نوبل في الأدب للشاعرة والكاتبة الأمريكية لويز جلوك.
- 2021 - الصحفيان ماريا ريسا ودميتري موراتوف ينالان جائزة نوبل للسلام.

## مواليد
- 1661 - ميشيل لو كوين مؤرخ وعالم دين فرنسي.
- 1850 - هنري لويس لو شاتلييه، عالم كيمياء فرنسي.
- 1870 - لويس فيرن، موسيقي فرنسي.
- 1873 - الأم باركر، أمريكية خارجة عن القانون.
- 1883 - أوتو فاربورغ، طبيب ألماني حاصل على جائزة نوبل في الطب عام 1931.
- 1884 - فالتر فون رايخيناو، قائد عسكري ألماني.
- 1895 -
  - أحمد زوغو، ملك ألبانيا.
  - خوان بيرون، رئيس الأرجنتين.
- 1910 - غيس هول، قائد شيوعي أمريكي.
- 1917 -
  - أحمد مظهر، ممثل مصري.
  - رودني بورتر، عالم كيمياء حيوية إنجليزي حاصل على جائزة نوبل في الطب عام 1972.
- 1918 - ينز سكو، عالم كيمياء دنماركي حاصل على جائزة نوبل في الكيمياء عام 1997.
- 1919 - كييتشي ميازاوا، رئيس وزراء اليابان.
- 1922 - نيلس ليدهولم، لاعب ومدرب كرة قدم سويدي.
- 1927 - سيزار ميلشتاين، عالم كيمياء حيوية أرجنتيني.
- 1928 - ديدي، لاعب كرة قدم برازيلي.
- 1941 - جيسي جاكسون، سياسي أمريكي.
- 1946 - حنان عشراوي، سياسية فلسطينية.
- 1949 - سيغورني ويفر، ممثلة أمريكية.
- 1950 - سعود بن فهد بن عبد العزيز آل سعود، أمير سعودي.
- 1954 - مايكل دوديكوف، ممثل أمريكي.
- 1955 -
  - حمدي الوزير، ممثل مصري.
  - فيلدا سمور، ممثلة سورية.
- 1957 - أنتونيو كابريني، لاعب ومدرب كرة قدم إيطالي.
- 1958 - أورسولا فون دير لاين، سياسية ألمانية.
- 1959 - ميادة الحناوي، مغنية سورية.
- 1963 - شينكيتشي ميتسمني، ملحن ياباني.
- 1965 - مات بيوندي، سباح أمريكي.
- 1968 -
  - علي بن عربية، لاعب كرة قدم جزائري.
  - زفونيمير بوبان، لاعب كرة قدم كرواتي.
- 1970 -
  - مات ديمون، ممثل أمريكي.
  - تتسويا نومورا، مخرج ومصمم شخصيات ألعاب فيديو ياباني.
- 1972 - تيرى بالسامو، عازف جيتار أمريكي.
- 1973 - نوارة نجم، مدونة وصحفية مصرية.
- 1979 - كريستانا لوكن، ممثلة أمريكية.
- 1980 - شيرين عبد الوهاب، مغنية مصرية.
- 1981 - روبي، ممثلة ومغنية مصرية.
- 1985 - برونو مارس، مغني، كاتب أغاني ومنتج أمريكي.
- 1987 - أيا هيرانو، ممثلة أداء صوتي يابانية.
- 1989 - أرماند تراوري، لاعب كرة قدم فرنسي.

## وفيات
- 1754 - هنري فيلدنغ، روائي إنجليزي.
- 1869 - فرانكلين بيرس، رئيس الولايات المتحدة.
- 1967 - كليمنت أتلي، رئيس وزراء المملكة المتحدة.
- 1982 - فيليب نويل بيكر، سياسي بريطاني حاصل على جائزة نوبل للسلام عام 1959.
- 1986 - شادي عبد السلام، مخرج مصري.
- 1992 - فيلي برانت، مستشار ألمانيا حاصل على جائزة نوبل للسلام عام 1971.
- 2004 - جاك دريدا، فيلسوف فرنسي.
- 2007 - الشيخ سالم صباح السالم الصباح، وزير كويتي.
- 2008 - جورج بالاد، عالم أمريكي في علم الأحياء الخلوي حاصل على جائزة نوبل في الطب عام 1974.
- 2018 - دينا هارون، ممثلة سورية.
- 2019 -طلعت زكريا، ممثل مصري.
- 2020 - محمد رضا شجريان، مغني وموسيقار إيراني.
- 2021 -
  - رابح درياسة، مغني جزائري.
  - فيصل الحجي بوخضور، سفير ووزير كويتي.

## أعياد ومناسبات
- عيد الاستقلال في كرواتيا.
- يوم البحرية في بيرو.

## وصلات خارجية
- وكالة الأنباء القطريَّة: حدث في مثل هذا اليوم.
- أرشيف مصر: حدث في مثل هذا اليوم.
- BBC: حدث في مثل هذا اليوم.